# Eliakim Persons Walton

Eliakim Persons Walton

Eliakim Persons Walton (* 17. Februar 1812 in Montpelier, Vermont; † 19. Dezember 1890 ebenda) war ein US-amerikanischer Politiker. Zwischen 1857 und 1863 vertrat er den ersten Wahlbezirk des Bundesstaates Vermont im US-Repräsentantenhaus.

## Werdegang
Eliakim Walton besuchte die öffentlichen Schulen seiner Heimat und absolvierte dann eine Lehre im Druckereigewerbe. Er studierte zwar Jura, hat aber niemals einen juristischen Beruf ausgeübt. Stattdessen begann er eine journalistische Laufbahn. Er wurde Verleger der Zeitung „Walton’s Vermont Register“. Er war auch Gründer und über 20 Jahre lang Präsident der Vereinigung der Zeitungsherausgeber seiner Heimat. Nachdem sich sein Vater, der ebenfalls im Zeitungsgeschäft tätig war, im Jahr 1853 in den Ruhestand zurückgezogen hatte, wurde Eliakim Walton bis 1868 alleiniger Eigentümer der Zeitung "Watchman". Im Jahr 1853 wurde er in das Repräsentantenhaus von Vermont gewählt. Walton war auch an der Finanzierung des Eisenbahnbaus in Vermont beteiligt.
Politisch wurde er Mitglied der 1854 gegründeten Republikanischen Partei. 1856 wurde er als deren Kandidat im ersten Distrikt von Vermont in das US-Repräsentantenhaus in Washington, D.C. gewählt. Dort trat er am 4. März 1857 die Nachfolge von George Tisdale Hodges an. Nach zwei Wiederwahlen konnte er bis zum 3. März 1863 drei Legislaturperioden im Kongress absolvieren. Dort erlebte er den Ausbruch des Bürgerkrieges und den Auszug der Kongressabgeordneten aus den Südstaaten. Für die Wahlen des Jahres 1862 verzichtete er auf eine weitere Kandidatur.
Nach dem Ende seiner Zeit im Kongress widmete Walton sich wieder seinen journalistischen Interessen. Er blieb aber weiterhin politisch aktiv und war im Jahr 1864 Delegierter zur Republican National Convention in Baltimore, auf der US-Präsident Abraham Lincoln für eine zweite Amtszeit nominiert wurde. Im Jahr 1870 war er Mitglied einer Versammlung zur Überarbeitung der Staatsverfassung von Vermont; zwischen 1875 und 1877 saß Walton im Staatssenat. Zwischen 1875 und 1887 war er auch Kurator der University of Vermont und des State Agricultural College. Von 1876 bis 1890 leitete Walton die Vermont Historical Society. Er starb im Dezember 1890 in seinem Geburtsort Montpelier. Eliakim Walton war zunächst mit Sarah Sophia Howes verheiratet. Nach deren Tod im Jahr 1880 heiratete er 1882 Clara Field.